# Sophie Labelle
Sophie Labelle est une écrivaine et une militante transgenre canadienne, originaire de Montréal,. Elle a écrit plusieurs ouvrages sur l'identité trans, et elle est surtout connue pour son webcomic Assigned Male (ou Assignée garçon dans sa version française).

## Biographie
Labelle a grandi dans le milieu rural de Québec ; elle est une ancienne institutrice, et elle a coordonné avec d'autres, le camp Gender Creative Kids Canada,,,. Elle est une militante active du mouvement pour les droits transgenres, et elle donne des conférences sur l'histoire trans et le transféminisme.
Labelle a écrit de nombreux livres pour enfants sur l'identité de genre et son expression, et elle a écrit la préface du livre de Tikva Wolf : Ask me about Polyamory: The Best of Kimchi Cuddles,.

## Assigned Male(Assignée garçon)
Assigned Male (Assignée garçon dans sa version française) est une série de bandes dessinées en ligne abordant les questions de normes de genre et de privilèges. C'est l'histoire de Stéphie, 11 ans, une fille trans qui découvre son genre, et qui se l'approprie,,. Elle est plus tard rejointe par d'autres personnages, notamment Ciel, enfant qui se définit comme non binaire.
Sophie cite la bédéiste Alison Bechdel comme sa plus grande influence.
Le Washington Blade a caractérisé le webcomic d'« hilarant », et a dit qu'il montre que l'humour transgenre pouvait être drôle sans être offensant. Labelle a dit qu'en travaillant avec les enfants transgenres, elle a « remarqué que tout ce que nous leur disons à propos de leur propre corps était négatif, donc j'ai voulu créer un personnage qui pourrait répondre à toutes ces horribles choses que les enfants trans entendent tout le temps ». Elle a fait des guides pédagogiques pour aller avec la bande dessinée, afin de rendre les espaces plus sûrs (« safe ») pour les jeunes trans.
Pour la chercheuse Gabrielle Richard, la bande dessinée participe à la normalisation de l'existence des personnes transgenres. Elle compare l'héroïne Stéphie à Mafalda, tout en soulignant le rôle de l’œuvre comme porte d'accès à la sociologie du genre.
Avec le succès grandissant de son webcomic, Labelle dit avoir reçu des critiques et des menaces de la part de militants pour le mouvement des droits des hommes (MRA en anglais), de féministes radicales excluant les personnes trans (TERF), et de la transphobie de la part de personnes gay cis. Le 17 mai 2017, elle est victime d'une attaque informatique entraînant la disparition de ses œuvres sur le réseau Facebook, et d'un déferlement de messages haineux allant jusqu'à des menaces de mort, aboutissant à l'annulation du lancement de son livre à Halifax et à son déménagement pour raisons de sécurité,,. Le lancement a finalement eu lieu près d'un an plus tard en banlieue de Halifax.

## Travail éducationnel
Labelle a écrit de la documentation sur l'éducation sexuelle, adressée aux personnes transgenres, pour Trans Student Educational Resources.

## Publications

### Romans
- Ciel : Comment survivre aux deux prochaines minutes, Tome 1, Hurtubise, 2018  (ISBN 9782897811143)
- Ciel : Dans toutes les directions, Tome 2, Hurtubise, 2019  (ISBN 9782897812737)
- Am stram gram, Hurtubise, 2021  (ISBN 9782897815790)
- Wish Upon a Satellite, Second Story Press, 2022  (ISBN 9781772602579) (en anglais seulement)
- En coup de vent, Hurtubise, 2023  (ISBN 9782898510465)

### Bande dessinées
- Assignée garçon : ambiance trans de feu, éditions Dent-de-lion, 2022  (ISBN 9782924926093)

### Albums
- Une fille comme les autres, 2e édition, éditions SGL, 2014  (ISBN 9782981355829)
- Rachel et son bateau de Noël, éditions Flamingo rampant, 2017  (ISBN 9781775084051)

## Prix et distinctions
- 2022 : Finaliste du prix Tamarac pour le roman Am stram gram[16]
- 2023 : Lauréate du prix littéraire Hackmatack - Le choix des jeunes pour le roman Am stram gram[17]

#### Articles de journaux
- Gaëlle Lebourg, Qui est Sophie Labelle, bédéiste trans menacée par des néo-nazis ?, Les Inrockuptibles, 22 février 2018
- Colin Gruel, Sophie Labelle: "Les personnes transgenres n'ont pas à s'expliquer sur ce qu'elles sont", La Libre Belgique, 20 mars 2018
- Transgender Creator of Assigned Male Webcomic Facing Death Threats From Online Trolls, io9, 22 mai 2017
- Sherri Borden Colley, Threats force cancellation of trans cartoonist's Halifax book launch, CBC, 19 mai 2017
- La bédéiste trans Sophie Labelle de passage à Sudbury, Radio Canada, 25 février 2019
- « Trans Teen Survival Guide », Kirkus Reviews, 15 juillet 2018, vol. 86, éd. 14

#### Travaux universitaires
- Marcy Cook, « The Difference a Gender Makes », Atlantis : Critical Studies in Gender, Culture & Social Justice, vol. 38, no 2, 2017, lire en ligne
- Tanguy Dufournet, « Intersectionnalité : repenser le concept de configuration », séminaire de recherche : « L’intersectionnalité en sociologie : un paradigme pertinent ? », Lyon, Centre Max Weber, novembre 2015, lire en ligne.
- Margaret Hobbs et Carla Rice (dir.), Gender and Women's Studies : Critical Terrain, Second Edition, Toronto, Women's Press, CSP Books, 2018, lire en ligne
- Katelynn Phillips, « Breaking Through Panels: Examining Growth and Trauma in Bechdel's Fun Home and Labelle's Assigned Male Comics », Master of Arts (MA), Bowling Green State University, 2018, lire en ligne
- Camille Légeron, « Traitement de la transidentité dans Laurence Anyways », mémoire de maîtrise en études cinématographiques, Université de Montréal, avril 2016, lire en ligne
- Sanna Lindén, « Post-transsexualismens juridiska (o)möjligheter », [Les possibilités juridiques du post-transsexualisme], Université de Göteborg, mars 2015, lire en ligne
- Laurie Pabion, « Le processus de construction de l'identité collective du mouvement queer montréalais : perspectives militantes francophones », mémoire de maîtrise en science politique, Université de Montréal, février 2016, lire en ligne
- Jessica Ann Vooris, Life Uncharted: Parenting Transgender, Gender-Creative, and Gay Children, Université du Maryland, thèse de doctorat en philosophie, 2016, lire en ligne
- Charlie MacNabb, Nonbinary Gender Identities: History, Culture, Resources, Lanham, Rowman & Littlefield, décembre 2017, lire en ligne